# Francesco di Valois
Francesco di Valois-Angoulême (Amboise, 28 febbraio 1518 – Tournon-sur-Rhône, 10 agosto 1536), era il primo figlio maschio di Francesco I di Francia e di Claudia di Francia; fu Delfino di Francia e duca di Bretagna (Francesco III).

## Biografia
Il delfino fu battezzato ad Amboise e suo padrino fu Leone X, rappresentato da Lorenzo II de' Medici, futuro padre di Caterina de' Medici.
Da bambino, insieme al fratello minore Enrico, fu tenuto prigioniero in ostaggio da Carlo V in Spagna, al buio e in totale isolamento, quasi come un comune prigioniero. I principini avevano dimenticato il francese e riconoscevano solo qualche parola spagnola. Dopo la liberazione di entrambi, avvenuta dietro riscatto, le angustie sofferte durante la prigionia continuarono ad avere conseguenze sulla personalità dei principi. Francesco, in particolare, rimase sempre taciturno e riservato.
Dopo la morte della madre, erede di Anna di Bretagna, Francesco fu incoronato a Rennes duca di Bretagna con il nome di Francesco III. A 17 anni ebbe la prima (e ultima) amante, Mademoiselle de l'Estrange.
Dopo una partita alla pallacorda, giocata col suo segretario, il conte Sebastiano di Montecuccoli (Montecuculli), il delfino bevve dell'acqua ghiacciata che gli procurò una polmonite fulminante. Il giorno successivo morì. I medici che eseguirono l'autopsia dichiararono che la morte era dovuta a cause naturali ma l'opinione pubblica dell'epoca non accettò il responso e si giunse a credere a un avvelenamento. Il colpevole fu trovato proprio in Montecuculli (Montecuccoli), ovvero la persona che aveva dato da bere al principe l'acqua fredda. Sotto tortura, l'uomo confessò il crimine e un pubblico processo, svoltosi a Lione, lo condannò a morire per squartamento, il supplizio inflitto ai regicidi.
Divenne così delfino di Francia e duca di Bretagna il fratello minore di Francesco, Enrico, il futuro Enrico II di Francia.

## Ascendenza
|                                   |                       |                           | Genitori                     |  |  | Nonni |  |  | Bisnonni                    |  |  | Trisnonni                 |  |
|                                   |                       |                           |                              |  |  |       |  |  | Giovanni, di Valois-Orlèans |  |  | Luigi I di Valois-Orléans |  |
|                                   |                       |                           |                              |  |  |       |  |  | Giovanni, di Valois-Orlèans |  |  | Luigi I di Valois-Orléans |  |
|                                   |                       | Valentina Visconti        |                              |  |  |       |  |  | Giovanni, di Valois-Orlèans |  |  |                           |  |
| Carlo di Valois-Orléans-Angoulême |                       |                           |                              |  |  |       |  |  | Giovanni, di Valois-Orlèans |  |  |                           |  |
|                                   |                       | Margherita di Rohan       | Alain IX de Rohan            |  |  |       |  |  |                             |  |  |                           |  |
|                                   |                       | Margherita di Rohan       | Alain IX de Rohan            |  |  |       |  |  |                             |  |  |                           |  |
|                                   |                       | Margherita di Rohan       | Margherita di Bretagna       |  |  |       |  |  |                             |  |  |                           |  |
| Francesco I di Francia            |                       | Margherita di Rohan       |                              |  |  |       |  |  |                             |  |  |                           |  |
|                                   |                       | Filippo II di Savoia      | Ludovico di Savoia           |  |  |       |  |  |                             |  |  |                           |  |
|                                   |                       | Filippo II di Savoia      | Ludovico di Savoia           |  |  |       |  |  |                             |  |  |                           |  |
|                                   |                       | Filippo II di Savoia      | Anna di Cipro                |  |  |       |  |  |                             |  |  |                           |  |
| Luisa di Savoia                   |                       | Filippo II di Savoia      |                              |  |  |       |  |  |                             |  |  |                           |  |
|                                   |                       | Margherita di Borbone     | Carlo I di Borbone           |  |  |       |  |  |                             |  |  |                           |  |
|                                   |                       | Margherita di Borbone     | Carlo I di Borbone           |  |  |       |  |  |                             |  |  |                           |  |
|                                   |                       | Margherita di Borbone     | Margherita di Baviera        |  |  |       |  |  |                             |  |  |                           |  |
| Francesco di Valois-Angoulème     |                       | Margherita di Borbone     |                              |  |  |       |  |  |                             |  |  |                           |  |
|                                   | Carlo, duca d'Orléans | Luigi I di Valois-Orléans |                              |  |  |       |  |  |                             |  |  |                           |  |
|                                   | Carlo, duca d'Orléans | Luigi I di Valois-Orléans |                              |  |  |       |  |  |                             |  |  |                           |  |
|                                   | Carlo, duca d'Orléans | Valentina Visconti        |                              |  |  |       |  |  |                             |  |  |                           |  |
| Luigi XII di Francia              | Carlo, duca d'Orléans |                           |                              |  |  |       |  |  |                             |  |  |                           |  |
|                                   |                       | Maria di Clèves           | Adolfo I di Kleve            |  |  |       |  |  |                             |  |  |                           |  |
|                                   |                       | Maria di Clèves           | Adolfo I di Kleve            |  |  |       |  |  |                             |  |  |                           |  |
|                                   |                       | Maria di Clèves           | Maria di Borgogna            |  |  |       |  |  |                             |  |  |                           |  |
| Claudia di Francia                |                       | Maria di Clèves           |                              |  |  |       |  |  |                             |  |  |                           |  |
|                                   |                       | Francesco II di Bretagna  | Riccardo di Dreux            |  |  |       |  |  |                             |  |  |                           |  |
|                                   |                       | Francesco II di Bretagna  | Riccardo di Dreux            |  |  |       |  |  |                             |  |  |                           |  |
|                                   |                       | Francesco II di Bretagna  | Margherita di Valois-Orléans |  |  |       |  |  |                             |  |  |                           |  |
| Anna di Bretagna                  |                       | Francesco II di Bretagna  |                              |  |  |       |  |  |                             |  |  |                           |  |
|                                   |                       | Margherita di Foix        | Gastone IV di Foix           |  |  |       |  |  |                             |  |  |                           |  |
|                                   |                       | Margherita di Foix        | Gastone IV di Foix           |  |  |       |  |  |                             |  |  |                           |  |
|                                   |                       | Margherita di Foix        | Eleonora di Navarra          |  |  |       |  |  |                             |  |  |                           |  |
|                                   |                       | Margherita di Foix        |                              |  |  |       |  |  |                             |  |  |                           |  |